# Важка атлетика на літніх Олімпійських іграх 2016 — до 77 кг (чоловіки)
Змагання з важкої атлетики в категорії до 77 кг серед чоловіків на літніх Олімпійських іграх 2016 у Ріо-де-Жанейро відбулися 10 серпня в Павільйоні № 2 Ріосентро.

## Розклад змагань
Час місцевий (UTC−3)
| Дата           | Час   | Етап    |
| -------------- | ----- | ------- |
| 10 серпня 2016 | 10:00 | Група B |
| 10 серпня 2016 | 19:00 | Група A |

## Призери
| Золото               | Серебро            | Бронза               |
| Ніджат Рагімов (KAZ) | Люй Сяоцзюнь (CHN) | Мохамед Магмуд (EGY) |

## Рекорди
Станом на 10 серпня 2016 світовий і олімпійський рекорди були такими:
| Світовий рекорд     | Ривок         | Люй Сяоцзюнь (CHN)     | 176 кг | Вроцлав, Польща         | 24 жовтня 2013  |
| Світовий рекорд     | Поштовх       | Олег Перепеченов (RUS) | 210 кг | Тренчин, Словаччина     | 27 квітня 2001  |
| Світовий рекорд     | Загальна сума | Люй Сяоцзюнь (CHN)     | 380 кг | Вроцлав, Польща         | 24 жовтня 2013  |
| Олімпійський рекорд | Ривок         | Люй Сяоцзюнь (CHN)     | 175 кг | Лондон, Велика Британія | 1 серпня 2012   |
| Олімпійський рекорд | Поштовх       | Чжань Сюаньґан (CHN)   | 207 кг | Сідней, Австралія       | 22 вересня 2000 |
| Олімпійський рекорд | Загальна сума | Люй Сяоцзюнь (CHN)     | 379 кг | Лондон, Велика Британія | 1 серпня 2012   |

## Результати
| Місце | Спортсмен                | Група | Вага  | Ривок (кг) | Ривок (кг) | Ривок (кг) | Ривок (кг) | Поштовх (кг) | Поштовх (кг) | Поштовх (кг) | Поштовх (кг) | Загальна сума |
| Місце | Спортсмен                | Група | Вага  | 1          | 2          | 3          | Результат  | 1            | 2            | 3            | Результат    | Загальна сума |
| ----- | ------------------------ | ----- | ----- | ---------- | ---------- | ---------- | ---------- | ------------ | ------------ | ------------ | ------------ | ------------- |
| 1     | Ніджат Рагімов (KAZ)     | A     | 76.19 | 160        | 165        | 168        | 165        | 202          | 214          | –            | 214 WR       | 379           |
| 2     | Люй Сяоцзюнь (CHN)       | A     | 76.83 | 170        | 175        | 177        | 177 WR     | 197          | 197          | 202          | 202          | 379           |
| 3     | Мохамед Магмуд (EGY)     | A     | 76.69 | 160        | 165        | 168        | 165 AF     | 196          | 196          | 203          | 196          | 361           |
| 4     | Чатуфум Чиннавонг (THA)  | A     | 76.52 | 160        | 165        | 165        | 165        | 191          | 191          | 191          | 191          | 356           |
| 5     | Олександр Шпак (MDA)     | A     | 76.52 | 150        | 155        | 158        | 155        | 185          | 190          | 192          | 192          | 347           |
| 6     | Андрес Кайседо (COL)     | B     | 76.26 | 150        | 150        | 155        | 155        | 191          | 197          | 197          | 191          | 346           |
| 7     | Андрес Мата (ESP)        | B     | 76.32 | 145        | 150        | 153        | 153        | 185          | 190          | 190          | 190          | 343           |
| 8     | Чхве Чон Ві (PRK)        | A     | 76.54 | 153        | 157        | 158        | 153        | 184          | 190          | 194          | 190          | 343           |
| 9     | Ібрагім Абделбакі (EGY)  | A     | 76.90 | 147        | 152        | 152        | 152        | 186          | 186          | 192          | 186          | 338           |
| 10    | Ніко Мюллер (GER)        | B     | 76.70 | 145        | 159        | 151        | 151        | 177          | 181          | 185          | 181          | 332           |
| 11    | Сатіш Сівалінгам (IND)   | B     | 76.96 | 143        | 148        | 153        | 148        | 176          | 181          | 186          | 181          | 329           |
| 12    | Дені (INA)               | B     | 69.38 | 140        | 146        | 149        | 146        | 172          | 177          | 181          | 177          | 323           |
| –     | Андранік Карапетян (ARM) | A     | 76.75 | 170        | 174        | 176        | 174        | 195          | 195          | –            | DNF          | DNF           |
| –     | Думитру Каптарі (ROU)    | B     | 76.68 | 145        | 150        | 150        | 145        | –            | –            | –            | DNF          | DNF           |